# Boston Cup
Il Boston Cup è stato un torneo femminile di tennis che si è disputato al Longwood Cricket Club di Chestnut Hill negli USA nel 1998. Si è giocato sul cemento.

## Albo d'oro

### Singolare
| Anno | Campionessa       | Finalista      | Punteggio     |
| ---- | ----------------- | -------------- | ------------- |
| 1998 | Mariaan de Swardt | Barbara Schett | 3–6, 7–6, 7–5 |

### Doppio
| Anno | Campionesse                  | Finaliste                              | Punteggio |
| ---- | ---------------------------- | -------------------------------------- | --------- |
| 1998 | Lisa Raymond / Rennae Stubbs | Mariaan de Swardt / Mary Joe Fernández | 6–4, 6–4  |